# Крок-месьє
Крок-месьє (фр. croque-monsieur) — страва французької кухні. Це гарячий бутерброд з шинкою і сиром; популярна закуска у французьких кафе та барах.

## Історія
Вперше крок-месьє з'явився в меню паризького кафе в 1910 році. У 1919 році був згаданий в книзі Марселя Пруста «У затінку дівчат-квіток». Походження назви страви точно не відоме. Згідно з однією з теорій, воно утворилося від французького дієслова «croquer» (хрустіти), і звернення «месьє».

## Приготування
Для приготування крок-месьє використовуються підсмажений м'якушковий хліб, шинка і сир (як правило, Емменталь або грюєр). Із зазначених інгредієнтів формуються сендвічі і готуються на грилі, в сковороді або в духовці. Страва подається гарячою. Варіант крок-месьє зі злегка підсмаженим яйцем (або яйцем пашот) зверху називається крок-мадам.